# Discografia di Joan Armatrading
Questa pagina contiene la discografia di Joan Armatrading, che al 2023 è composta da quaranta album di cui venti di inediti, quindici raccolte, cinque dal vivo, 2 EP e numerosi singoli.
Fino al 1995, le pubblicazioni erano edite dalla A&M Records, mentre le successive sono state pubblicate da altre case discografiche come RCA, Hypertension, Denon Records, BMG ma in particolar modo 429 Records e Spectrum Music.

## Album in studio
| Anno | Album              | UK  | US  |
| ---- | ------------------ | --- | --- |
| 1972 | Whatever's for Us  | -   | -   |
| 1975 | Back to the Night  | -   | -   |
| 1976 | Joan Armatrading   | 12  | 67  |
| 1977 | Show Some Emotion  | 6   | 52  |
| 1978 | To the Limit       | 13  | 125 |
| 1980 | Me Myself I        | 5   | 28  |
| 1981 | Walk Under Ladders | 6   | 88  |
| 1983 | The Key            | 10  | 32  |
| 1985 | Secret Secrets     | 14  | 73  |
| 1986 | Sleight of Hand    | 34  | 70  |
| 1988 | The Shouting Stage | 28  | 100 |
| 1990 | Hearts and Flowers | 29  | 161 |
| 1992 | Square the Circle  | 34  | -   |
| 1995 | What's Inside      | 48  | -   |
| 2003 | Lovers Speak       | 77  | -   |
| 2007 | Into The Blues     | 125 | -   |
| 2010 | This Charming Life | 135 | -   |
| 2012 | Starlight          | 139 | -   |
| 2018 | Not Too Far Away   | 30  | -   |
| 2021 | Consequences       | 10  | -   |

## Album dal vivo
| Anno | Album                          | UK | US |
| ---- | ------------------------------ | -- | -- |
| 1979 | Steppin' Out                   | -  | -  |
| 2004 | Live: All the Way from America | -  | -  |
| 2011 | Live at Royal Albert Hall      | -  | -  |
| 2016 | Me Myself I World Tour         | -  | -  |
| 2022 | Live at the Asylum Chapel      | -  | -  |

## Raccolte
| Anno | Album                                            | UK | US  |
| ---- | ------------------------------------------------ | -- | --- |
| 1983 | Track Record                                     | 18 | 113 |
| 1987 | Classic Volume 21                                | -  | -   |
| 1987 | The Collection (Box Set)                         | -  | -   |
| 1991 | The Very Best of Joan Armatrading                | 9  | -   |
| 1996 | Love & Affection                                 | -  | -   |
| 1997 | Joan Armatrading                                 | -  | -   |
| 1998 | The Collection                                   | -  | -   |
| 2000 | The Best of Joan Armatrading                     | -  | -   |
| 2000 | Millennium Edition                               | -  | -   |
| 2001 | Classic                                          | -  | -   |
| 2003 | Love and Affection: Classics 1975-1983           | 24 | -   |
| 2007 | Willow: The Joan Armatrading Collection          | -  | -   |
| 2013 | Love and Affection: The Very Best Of             | -  | -   |
| 2017 | Love & Affection: The Essential Joan Armatrading | -  | -   |
| 2022 | The Tempest Songs                                | -  | -   |

## EP
| Anno | EP                | UK | US |
| ---- | ----------------- | -- | -- |
| 1979 | How Cruel         | -  | -  |
| 2016 | The Tempest Songs | -  | -  |

## Singoli
| Anno | Singolo                                                | UK Singles Chart | US Billboard Hot 100 | US Mainstream Rock Songs |
| ---- | ------------------------------------------------------ | ---------------- | -------------------- | ------------------------ |
| 1973 | Lonely Lady                                            | -                | -                    | -                        |
| 1973 | All the King's Gardens                                 | -                | -                    | -                        |
| 1975 | Back to the Night                                      | -                | -                    | -                        |
| 1975 | Dry Land                                               | -                | -                    | -                        |
| 1976 | Love and Affection                                     | 10               | -                    | -                        |
| 1976 | Water with the Wine                                    | -                | -                    | -                        |
| 1976 | Alice                                                  | -                | -                    | -                        |
| 1977 | Down to Zero                                           | -                | -                    | -                        |
| 1977 | Willow                                                 | -                | -                    | -                        |
| 1978 | Show Some Emotion                                      | -                | 110                  | -                        |
| 1978 | Warm Love                                              | -                | -                    | -                        |
| 1978 | Flight of the Wild Geese                               | -                | -                    | -                        |
| 1978 | Bottom to the Top                                      | -                | -                    | -                        |
| 1979 | Barefoot and Pregnant                                  | -                | -                    | -                        |
| 1979 | Steppin' Out                                           | -                | -                    | -                        |
| 1980 | Rosie                                                  | 49               | -                    | -                        |
| 1980 | He Wants Her                                           | -                | -                    | -                        |
| 1980 | Me Myself I                                            | 21               | -                    | -                        |
| 1980 | All the Way from America                               | 54               | -                    | -                        |
| 1980 | Simon                                                  | -                | -                    | -                        |
| 1981 | I'm Lucky                                              | 46               | -                    | -                        |
| 1981 | When I Get It Right                                    | -                | -                    | -                        |
| 1981 | The Weakness in Me                                     | -                | -                    | -                        |
| 1982 | No Love                                                | 50               | -                    | -                        |
| 1982 | I Wanna Hold You                                       | -                | -                    | -                        |
| 1983 | Drop the Pilot                                         | 11               | 78                   | 33                       |
| 1983 | I Love It When You (Call Me Names)                     | -                | -                    | -                        |
| 1983 | What Do Boys Dream                                     | -                | -                    | -                        |
| 1983 | Heaven                                                 | -                | -                    | -                        |
| 1983 | Frustration                                            | -                | -                    | -                        |
| 1985 | Temptation                                             | 65               | -                    | -                        |
| 1985 | Thinking Man                                           | -                | -                    | -                        |
| 1985 | Love by You                                            | -                | -                    | -                        |
| 1986 | Kind Words (And a Real Good Heart) When I Get It Right | 81               | -                    | 37                       |
| 1986 | Reach Out                                              | -                | -                    | -                        |
| 1986 | Jesse                                                  | -                | -                    | -                        |
| 1986 | Angel Man                                              | -                | -                    | -                        |
| 1988 | The Shouting Stage                                     | 89               | -                    | -                        |
| 1988 | Living for You                                         | 98               | -                    | -                        |
| 1988 | Stronger Love                                          | -                | -                    | -                        |
| 1990 | More Than One Kind of Love                             | 75               | -                    | -                        |
| 1990 | Promise Land                                           | -                | -                    | -                        |
| 1990 | Free                                                   | -                | -                    | -                        |
| 1991 | Love and Affection (reissue)                           | 91               | -                    | -                        |
| 1992 | Wrapped Around Her                                     | 56               | -                    | -                        |
| 1992 | True Love                                              | -                | -                    | -                        |
| 1995 | Everyday Boy                                           | 141              | -                    | -                        |
| 1995 | Shapes and Sizes                                       | -                | -                    | -                        |
| 1996 | Recommend My Love                                      | -                | -                    | -                        |
| 2007 | D.N.A.                                                 | -                | -                    | -                        |
| 2010 | This Charming Life                                     | -                | -                    | -                        |
| 2010 | Best Dress On                                          | -                | -                    | -                        |
| 2012 | Tell Me                                                | -                | -                    | -                        |
| 2012 | Starlight                                              | -                | -                    | -                        |
| 2013 | Back on Track                                          | -                | -                    | -                        |
| 2018 | I Like It When We Are Together                         | -                | -                    | -                        |
| 2018 | Loving What You Hate                                   | -                | -                    | -                        |